# Європейський розарій
Європейський Розарій у Зангергаузені — найбільший розарій у світі (12,5 га). Розташований у Зангергаузені, Саксонія-Ангальт, Німеччина.
Останнім часом (2012) у саду міститься близько 75 000 кущів троянд, представлено більше 8300 різних сортів цих квітів.

## Історія
На засіданні Товариства німецьких Трояндоводів (VDR) 1897 року Петер Ламберг з Тріра запропонував створити на території Німеччини загальний розарій. Садівник-любитель Альберт Хоффман, який мав 1100 кущів троянд у власному саду, запропонував для цього територію міста Зангергаузен. Ця пропозиція була прийнята на річних зборах акціонерів у Готі.
1898 року комісією по створенню розарія на конкурсній основі обрано план садово-паркового архітектора Фрідріха Еріха Дерра (нім. Friedrich Erich Doeomzatk) з Ерфурта.
Першим садівником розарію став Ріхард Фогель, який приїхав із Франкфурта-на-Майні. Надалі, з 1924 його роботу продовжить син, Макс Фогель.
Розарій в Зангергаузені урочисто відкритий 3 липня 1903.
1913 року у розарії встановлено бюст німецької імператриці Августи Вікторії (берлінський скульптор Кюнне). Після цього послідувала пожертва імператриці розарію у сумі 7 000 дойчмарок. Ця значна сума була використана на розширення території розарію.
Величезна роль у розвитку розарію належить професору Є. Гнау. Він став засновником Трояндової газети (Rosenzeitung). З ініціативи розарію 1960 року видається Словник троянд.
На території розарію у 12.5 га розбиті плантації троянд, зібраних з усього світу більш ніж за 100 років. У цій колекції міститься більше 8300 культурних сортів. У розарії збережено багато рідкісних сортів, а потім були заново розведені у всьому світі. Європейський розарій у Зангергаузені є живим музеєм, який представляє історію розвитку троянди — королеви квітів, від дикоростучої до сучасної, від середньовіччя до епохи модернізму, від чорної до зеленої, троянди моху і нафтової троянди, найменшої у світі троянди та троянди Гете.
Унікальна колекція витких троянд налічує 75 000 кущів.
Секція дикої троянди налічує приблизно 300 видів рідкісних дерев та чагарників.
1993 року розарій отримав назву «Європейський Розарій», а Зангергаузен офіційно названий Товариством німецьких трояндоводів «Містом троянд».
На території розарію з 1935 існує наукова бібліотека та ведеться серйозна наукова робота. Великий внесок у зібрання наукових робіт з селекції троянд вніс доктор Гаральд фон Ратлеф (Harald von Rathlef), засновник бібліотеки.
Існує тут і Школа троянд (Sangerhäuser Rosenschule), де щорічно проводяться семінари з проблем та перспектив розвитку троянд.
1983 року розарій відвідали фахівці троянд з Московського Ботанічного саду.
Директор розарію — Томас Гавель. 
|                                 |  |  |  |  |
| Троянди з Європейського розарію |  |  |  |  |